# Hieronim Chmielecki
Hieronim (Jeronim) Chmielecki herbu Bończa – podsędek przemyski w latach 1563-1587.
W czasie elekcji 1587 roku głosował najpierw na Piasta, potem na Zygmunta Wazę.
Miał synów: Kornelego, Jana i Wacława.